# Region Timbuktu
Region Timbuktu (fr. Tombouctou) – jeden z 8 regionów w Mali, znajdujący się w północnej części kraju.

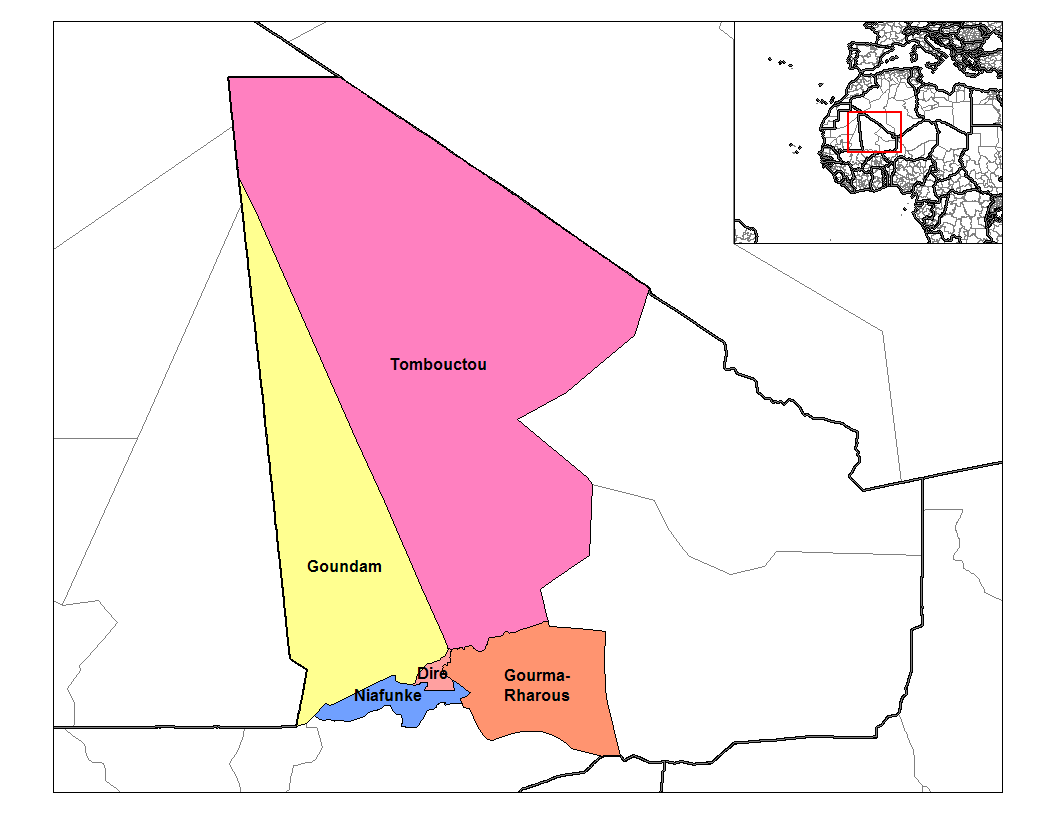
Okręgi regionu Timbuktu